# 阿夸维瓦-德莱丰蒂
阿夸维瓦-德莱丰蒂（義大利語：Acquaviva delle Fonti），是意大利巴里廣域市的一个市镇。总面积130.98平方公里，人口21168人，人口密度161.6人/平方公里（2009年）。ISTAT代码为072001。